# Touch (serie de televisión)
Touch es una serie de televisión estadounidense creada y escrita por Tim Kring para la cadena Fox. Está protagonizada por Kiefer Sutherland y debutó por Fox el 25 de enero de 2012, antes de comenzar con su emisión regular el 22 de marzo de 2012. Se proyectó producir 13 episodios para la primera temporada, y el 31 de mayo de 2012 fue su final de temporada con los 13 episodios.
Fox anunció la renovación de la serie para una segunda temporada, el 9 de mayo de 2012.
En mayo de 2013, y debido a los bajos índices de audiencia, Fox anunció la cancelación de la serie poco antes de que finalizase la emisión de la segunda temporada.

## Premisa
Touch es un drama en el que la ciencia y la espiritualidad se encuentran con la esperanzadora premisa de que todos estamos interconectados, atados con lazos invisibles a aquellos cuyas vidas estamos destinados a impactar y alterar. La historia se centra en un exreportero Martin Bohm (Kiefer Sutherland) y su hijo de 11 años de edad con rasgos autistas, Jake (David Mazouz). La esposa de Martin murió en la World Trade Center en los ataques terroristas suicidas del 11 de septiembre, y él ha estado luchando para comunicarse con Jake desde entonces, pasando de un trabajo a otro mientras atendía a las necesidades especiales de Jake. Jake nunca ha dicho ni una palabra, pero está fascinado por los números y patrones relativos a los números, pasando gran parte de sus días escribiéndolos en los cuadernos, su tableta con pantalla táctil y, a veces utilizando objetos (por ejemplo, las palomitas de maíz). Martin se da cuenta de que es de hecho, la forma de comunicación de Jake, a través de la utilización de los números. Hay otros casos de Jake que utilizan teléfonos móviles para "ayudar" a comunicarse con su padre u otra persona.
En el episodio piloto de la serie, repetidas fugas de Jake de escuelas especiales pusieron la capacidad de Martin para criar al niño en duda, y la trabajadora social Clea Hopkins (Gugu Mbatha-Raw) llega para llevar a cabo una evaluación de las condiciones de vida de Jake. Martin, preocupado de que podría perder a su hijo, trata de comunicarse con él, pero el niño sólo continúa para escribir un patrón específico de números. Esto nos lleva a descubrir el profesor Martin Arthur Teller (Danny Glover), que ha visto y ha trabajado con casos como este antes, alegando que Jake es uno de los pocos que pueden ver el "dolor del universo" a través de los números. Teller también hace alusión a la interconectividad  de la humanidad, según lo previsto por la leyenda china del  hilo rojo del destino, en el que las acciones, pueden cambiar el destino de las personas en todo el mundo para mejor. Martin sigue los números que Jake le da,  para que su búsqueda y sus acciones mejoren la vida de las personas afectadas por los números, a pesar de su devoción por el siguiente mensaje de Jake, se pone en duda su capacidad como padre en los servicios sociales.
Una trama general implica el mayor trabajo de Teller. Teller había visto los números que Jake le da a Martin durante su carrera. La secuencia de los números que presenta Jake cae en lo Teller afirmaba que era la secuencia de Amelia, uno de sus antiguos pacientes infantiles, llamada Amelia. Teller tarde es encontrado muerto después de intentar localizar a Amelia en la misma instalación donde Jake pasa sus días. Martin descubre la antigua oficina de Teller, alquilado a una sinagoga judía, donde se lleva a cabo más investigaciones sobre la secuencia de Amelia. Allí Martin conoce al compañero de la oficina de Teller, Avram que reconoce a Jake como uno de los 36 Justos Tzadikim Nistarim. Mientras tanto, Clea se entera de que una organización llamada Aster Corps, que le proporciona a la escuela donde se encuentra Jake equipos modernos, parece querer estudiar las habilidades de Jake, además de tener vínculos con el trabajo previo de Teller con Amelia. Cuando Aster Corps intenta obligar a Martin Bohm a renunciar a los derechos de custodia de Jake. Martin, con Jake y la ayuda de Clea, es capaz de escapar con Jake y salir de la ciudad.
En la segunda temporada, la historia trasciende entre Nueva York y Los Ángeles, donde Martin y Jake buscan el misterioso y siniestro edificio de Aster Corps. Pero, tras llegar a la costa oeste, padre e hijo se encuentran con una desconsolada madre, Lucy Robbins (María Bello), y están decididos a ayudarla a encontrar a su desaparecida hija Amelia (Saxon Sharbino), quien posee el mismo don que Jake.
Durante esta búsqueda, se cruzarán con Calvin Norburg (Lukas Haas), genio matemático de Aster Corp cuya desprolija apariencia esconde su verdadera personalidad. La búsqueda de la hija de Lucy se complica cuando conocen a un ex sacerdote asesino, Guillermo Ortiz (Saïd Taghmaoui), que está decidido a eliminar a todos los 36 Justos de la tierra con el fin de restaurar el orden natural del universo, con Dios en la parte superior.

## Elenco

### Elenco principal
- Kiefer Sutherland como Martin Bohm: un experiodista y actual controlador de equipajes cuya esposa murió en los atentados del 11 de septiembre de 2001.[1]
- David Mazouz es Jacob «Jake» Bohm: un niño autista que está obsesionado con los números y puede predecir eventos futuros.[8]

### 1.ª temporada
- Gugu Mbatha-Raw como Clea Hopkins: una trabajadora social a quien mandan a hacer una evaluación de las condiciones de vida de los Bohm.[9]
- Danny Glover como el profesor Arthur Teller: un experto en niños que poseen dones especiales cuando se relacionan con números.[10]

### 2.ª temporada
- Maria Bello como Lucy (Dos episodios en la 1.ª Temporada): La madre de Amelia, está buscándola porque cree que aún sigue viva, ayuda a Martin y a Jake en su busca para detener a Astercorps.
- Saxon Sharbino como Amelia Robbins: Hija perdida de Lucy, que es dotada como Jake.
- Lukas Haas como Calvin Norburg: un empleado genio de Aster Corps cuyo camino se cruza con Martin y Jake. Está investigando la actividad cerebral de Amelia, y planea usar los datos para ayudar a su hermano a recuperarse de un grave accidente que causó.
- Saïd Taghmaoui como Guillermo Ortiz: un sacerdote convertido en asesino con el objetivo de matar a las 36 personas justas, con la misma capacidad de Jake, a pesar de que él es uno de ellos. Cuando finalmente es acorralado por Martin,  se quita la vida en lugar de ser capturado, no sin antes pedir perdón a Dios por no encontrar el "nido de los siete."[11]
- Greg Ellis como Trevor Wilcox: Amigo de Martin desde que inició su carrera como reportero, ayuda a Martin, Jake y Lucy en busca de Amelia.

### Elenco recurrente
- Roxana Brusso como Sheri Strapling: directora del centro al que asiste Jake.[12]

## Episodios
| Temporada | Temporada | Episodios | Episodios | Emisión original     | Emisión original         |
| Temporada | Temporada | Episodios | Episodios | Primera emisión      | Última emisión           |
| --------- | --------- | --------- | --------- | -------------------- | ------------------------ |
|           | 1         | 13        | 13        | 25 de enero de 2012  | 14 de septiembre de 2012 |
|           | 2         | 13        | 13        | 8 de febrero de 2013 | 10 de mayo de 2013       |

## Postproducción
«Three Little Birds», cantada por Kayla Graham (Karen David), fue lanzada como sencillo de la banda sonora a través de iTunes por 20th Century Fox TV Records el 28 de febrero de 2012.

## Recepción de la crítica
La serie ha sido recibida con críticas generalmente positivas, y actualmente tiene una puntuación Metacritic de 63/100.
PopMatters calificó la serie como "sorprendentemente eficaz" y elogió su "mezcla entre la espiritualidad y la ciencia, y las luchas familiares y globales". También señaló que la narración del niño era "desconcertantemente natural sobre el poder de la naturaleza y adquiere más poder cuando revela que en 11 años no ha dicho ninguna palabra".
En un análisis del New York Post, Linda Stasi escribió "si no entiendes mucho de secuencias numéricas y patrones cilíndricos universales que se repiten constantemente, entonces de seguro ahora entenderás los patrones al ver la nueva serie de Fox... es intrigante y es genial tener de vuelta a Sutherland en la televisión", pero se siente "francamente complicada".
El Chicago Sun-Times dijo que la serie "opera en la premisa alucinante de que todas las personas del mundo están vinculadas entre sí y sus vidas se cruzan con repercusiones potencialmente importantes". La crítica termina diciendo que "ofrece un paseo de suspenso por todo el mundo, salpicada con algunos momentos de lagrimeo. El listón está muy alto. Hay esperanzas de que Touch continúe".
La actuación de Kiefer Sutherland también ha sido halagada. Una de las críticas ha dicho que "interpreta el papel con una combinación de intensidad y sutileza que nos atrae profundamente al sufrimiento de Martin, y en lugar de juzgarlo, lo apoyamos. Cada prueba queda reflejada en su rostro. Es parecido a Jack Bauer (de la serie 24) en el estoicismo, aunque Martin parece menos resistente y más angustiado".

## Distribución internacional
| País                                       | Canal            | Fecha de estreno                                                    |
| ------------------------------------------ | ---------------- | ------------------------------------------------------------------- |
| Alemania                                   | Pro 7            | 27 de febrero de 2012 (episodio piloto) 26 de marzo de 2012 (resto) |
| Australia                                  | Network Ten      | 22 de abril de 2012                                                 |
| Argentina                                  | FOX              | 19 de marzo de 2012                                                 |
| Austria                                    | ORF eins         | 27 de febrero de 2012 (episodio piloto) 26 de marzo de 2012 (resto) |
| Canadá                                     | Global           | 22 de marzo de 2012                                                 |
| Chile                                      | FOX              | 19 de marzo de 2012                                                 |
| China Indonesia Malasia Singapur Tailandia | FOX Asia         | 25 de marzo de 2012                                                 |
| Croacia                                    | FOX Life         | 22 de marzo de 2012                                                 |
| Colombia                                   | FOX              | 18 de marzo de 2012                                                 |
| Dinamarca                                  | TV 2             | Desconocido                                                         |
| España                                     | FOX y Cuatro     | 22 de marzo de 2012                                                 |
| México                                     | FOX y Canal 5    | Septiembre de 2013                                                  |
| Nicaragua                                  | Cana 10 RATENSA  | 7 de julio de 2013                                                  |
| Filipinas                                  | Jack TV/Chase    | 18 de marzo de 2012                                                 |
| Grecia                                     | FX               | 22 de marzo de 2012                                                 |
| India                                      | STAR World India | 24 de marzo de 2012                                                 |
| Irlanda Reino Unido                        | Sky 1            | 20 de marzo de 2012                                                 |
| Israel                                     | Yes Action       | 28 de marzo de 2012                                                 |
| Italia                                     | Fox              | 20 de marzo de 2012                                                 |
| Noruega                                    | TV 2             | 19 de marzo de 2012                                                 |
| Nueva Zelanda                              | TV3              | 25 de marzo de 2012                                                 |
| Polonia                                    | FOX              | 26 de marzo de 2012 (2 horas de estreno)                            |
| Países latinomáericanos                    | Canal FOX        | 19 de marzo de 2012                                                 |
| Portugal                                   | FOX              | 20 de marzo de 2012                                                 |
| Macedonia del Norte                        | Fox Life         | 27 de marzo de 2012                                                 |
| Rusia                                      | Channel One      | 25 de marzo de 2012                                                 |
| Turquía                                    | Fox Life         | 20 de marzo de 2012                                                 |
| Uruguay                                    | Monte Carlo TV   | 18 de enero de 2013                                                 |
| Paraguay                                   | LaTele           | 23 de septiembre de 2012                                            |
| Perú                                       | América TV       |                                                                     |